# Mount Thor
Mount Thor je hora v národním parku Auyuittuq na Baffinově ostrově v teritoriu Nunavut v Kanadě. Její součástí je nejvyšší kolmá skalní stěna na světě. Stěna je vysoká 1 250 metrů a má průměrný sklon 105 stupňů.
V hudebním filmu The Song Remains the Same britské skupiny Led Zeppelin je hora ukázána ve snu, přičemž se hraje píseň No Quarter, která pojednává o severské mytologii, o bohu Thórovi.